# Châtelain de Bruxelles
Les châtelains (ou Burgraves) puis vicomtes de Bruxelles ( latin : castellanus, néerlandais : Burggraaf) n'étaient pas que de simples châtelains, mais étaient, bien qu'au départ non nobles, de puissants vassaux des ducs de Brabant. Ils étaient chefs de bannière et résidaient dans les États du Brabant. Leur château a aujourd'hui disparu et devait être situé sous les jardins actuels et une partie du Palais Royal au lieu-dit Borgendael.

## Histoire
La châtelainie de Bruxelles remonte aux origines de la ville. On pense qu'une famille de seigneuries, appelée d'Anderlecht / de Bruxelles / d'Aa a construit un château au Coudenberg au début du XIe siècle. Le lien de parenté exact avec la famille d'Aa n'est pas clairement établi. Le château se trouvait juste à côté du château des ducs de Brabant, bien que la chronologie entre eux reste un sujet de débat. Le toponyme Borgendael, donné à cette enclave sous l'autorité du châtelain peut indiquer que les deux châteaux étaient séparés par une dépression.
Les châtelains étaient des ministres des comtes de Louvain, avec  une charge héréditaire mais n'étaient pas nobles au départ. La bonne relation entre les châtelains et des ducs était sans aucun doute un facteur dans la manière transparente dont ces derniers pouvaient s'implanter à Bruxelles. Les châtelains, avec les ducs, ont privilégié les fondations religieuses (par exemple la donation de Francon I pour la fondation de l'abbaye de Forest ). Au départ, les châtelains contrôlaient l'ancien comté d'Uccle. Mais ils avaient aussi des possessions sur la rive droite de la Senne, à Forest(1105), Ixelles(avant 1121), Auderghem (1130), Evere(1185), Etterbeek (1185), Woluwe[Lequel ?](1585) et Schaerbeek (avant 1190). Leur domaine se composait de grands territoires mais aussi de petites parcelles disséminées.
Il tenait en fief et possédait surement une grande partie d'Ixelles-Bas, aussi connu sous le nom d'Ixelles-le châtelain, puis Ixelles-le-Vicomte. C'est également le cas du hameau Terbosch. Boondael et surement une grande partie d'Ixelles-Bas était sous l'autorité directe du châtelain puis du Vicomte. Boondael comme Ixelles-le-Vicomte, ne firent pas partie de la Cuve de Bruxelles.
Ils possédaient également des terres à Anderlecht, Molenbeek-Saint-Jean, Leeuw-Saint-Pierre, Laeken, Rhode-Saint-Genèse... Les vastes propriétés des châtelains étaient concentrées autour de la forêt de Soignes, avec un deuxième groupe plus loin (Arquennes, Seneffe, Erquelinnes, Pont-à-Celles et Mellet).
La fonction des châtelains était militaire, juridictionnelle et policière. Par ordre du duc, ils conduisirent les troupes de l'ammanie bruxelloise en guerre et faisaient sonner le tocsin. Le tribunal de la mairie statuait au nom du duc et du vicomte. Ce dernier avait sa propre cour qui se réunissait généralement à Boondael. Outre leur château, les vicomtes possédaient de nombreux biens immobiliers dans la ville. Dans l'église Saint-Michel, ils ont parrainé le «chœur de Leefdael» avec un autel de Saint-Pierre (ce don, mentionné en 1223, a ensuite fait place à la chapelle du Sacrement).
Les châtelains devinrent vicomtes au XIIe siècle sous Francon II ou au XIIIe siècle sous Lionnet I quand ce dernier accéda à la noblesse. Mais au XIIIe siècle, leur pouvoir diminua tandis que le pouvoir des échevins mais surtout le pouvoir de l'Amman devint de plus en plus important. Il n'est pas certain que cela soit lié à l'hérédité et à l'aliénabilité de la fonction. Cela est peut-être lié à l’ébrèchement de leur territoire notamment dû aux œuvres pieuses (à l'abbaye de Forest, à celle de la Cambre). Quoi qu'il en soit, Léon I vendit de nombreux domaines et Roger de Leefdael (nl) a transformé le oudenborch délabré en l'église Saint-Jacques-sur-Coudenberg (Gillis Vandendoert) en 1331. Néanmoins, les vicomtes ont conservé des privilèges importants. Notamment, leur autorité sur Borgendael. Ils ont pris des péages sur la bière, le pain et la viande, partiellement rachetés en 1623. À cette époque, la vicomté tomba entre les mains de la famille Varick, comtes de Sart. Leur dernier descendant a accepté avec la ville le 13 décembre 1774 de renoncer à ses droits de vicomté contre remboursement. À cette époque, il s'agissait principalement de la relique féodale de Borgendael, une enclave d'une trentaine de maisons où la réglementation économique ne s'appliquait pas (pas de taxes, pratique professionnelle sans appartenance à un métier). C'était devenu un paradis pour les banquets et les déserteurs. Le gouvernement a ratifié l'accord, mettant fin à la vicomté le 8 juin 1776.

## Listes des châtelains et vicomtes
Le fondateur possible de la châtelainie s'appelle Steppon de Bruxelles (Steppo de Brosele), un gentleman qui apparaît en éminente compagnie dans les chartes de 1078 et 1088. L'entrée castellanus dominus Francon (1095) est avec certitude la trace la plus ancienne du châtelain de Bruxelles. Voici une liste chronologique des châtelains et vicomtes:
- Francon I de Bruxelles, fl.1095-1135 (marié à Gilla et décédé au plus tard en 1138)
- Francon II de Bruxelles, mentionné pour la première fois comme vicomte et sénéchal en 1138[4]
- Francon III de Bruxelles, mentionné pour la première fois en 1152 (avec la qualification "parvulus" et toujours sous tutelle)
- Godefroid de Bruxelles, fl.1186-1215 (fondateur de l'abbaye d'Aywiers)
- Léon I ou Lionnet[2] de Bruxelles, fl.1215-1235
- Léon II ou Lionnet II de Bruxelles, fl.1253, 1269
- Mathilde de Bruxelles († 1298)
- ∞ Henri van Marbais
- Gerard van Marbais, a vendu la vicomté vers 1325
- Roger de Leefdael (nl) (à qui Jan van Boendale a dédié son Der leken spieghel ), acquiert le pays vers 1325
- Jean I de Leefdael
- Jean II de Leefdael
- Isabeau de Leefdael († 1347)
- ∞ Guillaume de Petershem
- Jean de Petershem († 1370), a vendu la vicomté en 1362
- Jean de Bouchout († 3 juillet 1391), 1362-1371, baron de Bouchout
- Daniel I de Bouchout († 1432? ), baron de Bouchout
- Johanna de Bouchout († 1447), baron de Bouchout
- Conrard van der Meren, 1443-1444 (à l'achat)
- Daniel II van Bouchout, 1444-1466 (après procès), baron de Bouchout
- Marguerite de Bouchout
- Robert ou Évrard III de La Marck, 1466-1479 (acquiert la vicomté par mariage avec Marguerite de Bouchout)
- Évrard IV de La Marck, 1479-
- Daniel de La Marck
- Robert de La Marck, a vendu la vicomté en 1537
- Jean Hannaert, a acquis la vicomté en 1537
- Charles Hannaert
- Marie Hannaert, 1579-
- ∞ Jacob de Hénin-Liétard (ce frère cadet de Maximilien de Hénin-Liétard (1542-1578) voit ses biens confisqués en 1583 sur ordre du procureur général du Brabant et les rachète en 1606)
- Maximilien II de Hennin-Liétard (vers 1580-1625)
- Nicolas Damant, 1606-1616 (ce chancelier du Brabant acheta la vicomté en 1606 et mourut le 7 juillet 1616)
- Anne Damant († 1633)
- ∞ Henri de Varick
- Nicolas de Varick, 1628-1656 (acquis la vicomté après la renonciation par son père à l'occasion de son mariage avec Anne Micault)
- Nicolas Frédéric de Varick
- Philippe François de Varick (vicomte ...- 1713)
- Philippe Adrien de Varick (vicomte 1713-1724)
- Philippe Roger Joseph de Varick, -1776 (marié à Maria-Theresia Cobenzl en 1759, décédé sans descendance en 1784)